# Hercules Musarum-templet
Hercules Musarum-templet (latin: Aedes Herculis Musarum) var ett tempel i Filippus portik på södra Marsfältet i antikens Rom. Templet uppfördes år 187 f.Kr. av Marcus Fulvius Nobilior efter intåget i Ambrakia. Det invigdes åt Hercules som de nio musernas anförare. I templet lät man ställa upp statyer av de nio muserna samt en staty av Hercules spelande på lyra.
År 30 f.Kr. lät Lucius Marcius Philippus restaurera templet och uppföra en portik runt det. Lämningar efter templet har påträffats vid Piazza Mattei.